# Herniaria parnassica
Herniaria parnassica là loài thực vật có hoa thuộc họ Cẩm chướng. Loài này được Heldr. & Sart. ex Boiss. mô tả khoa học đầu tiên năm 1854.